# Edilane Araújo
Edilane Araújo (João Pessoa, 8 de outubro de 1964) é uma jornalista e radialista paraibana conhecida pelo seu trabalho como apresentadora do JPB 2ª Edição, na TV Cabo Branco. 

## Biografia
Edilane Araújo começou sua carreira nos palco. No teatro, estreou no espetáculo, “Ali Ladrão e os 40 Babás”s. Na rádio, estreou na Rádio Arapuan, sendo a primeira locutora de um programa ao vivo em João Pessoa. No ano de 1989, Edilane Araújo foi chamada para assumir a bancada do JPB 2ª Edição, na TV Cabo Branco. Edilane já tinha experiência com TV, tendo feito comerciais previamente. Foi homenageada em 2013 pelo Prêmio de Jornalismo AETC-JP em sua 12ª edição e em 2015, pela RC Vips Magazine. Em 2019, se despediu da bancada do JPB 2ª Edição, após 30 anos como âncora do telejornal mais popular da Paraíba, sendo a apresentadora brasileira a mais tempo como âncora de um telejornal. 
Edilane também é atleta. Integrou a seleção paraibana da modalidade basquete, esporte que iniciou no Instituto Federal da Paraíba (IFPB). Hoje em dia, participa de maratonas. Em 2014 participou da a Maratona de Buenos Aires e em 2015 da São Paulo City Marathon. Em 2016, Edilane Araújo participou do revezamento da Tocha Olímpica durante a abertura dos Jogos Olímpicos Rio 2016. Atualmente trabalha na Rede Paraíba de Comunicação como Gerente de Qualidade.